# Guðný Jenny Ásmundsdóttir
Guðný Jenny Ásmundsdóttir (født 28. februar 1982) er en islandsk håndboldspiller. Hun spiller på Islands håndboldlandshold, og deltog under VM 2011 i Brasilien.